# 湯棋淯
湯棋淯，香港大律師，香港孔教學院院長湯恩佳之女。
湯棋淯的法律界之「師父」為泛民主派立法會議員梁家傑，她亦曾是民主建港協進聯盟成員，曾參選東區區議會樂康選區競選，卻敗於民主救港力量召集人，前立法局議員曾健成（阿牛）。及後，湯棋淯不惜脫離民建聯，參與立法會法律界功能組別選舉，不敵競逐連任的吳靄儀。

## 資歷
- 美國柏克萊大學理學士
- 香港大學法學專業證書
- 香港仲裁司學會會員
- 英國特許仲裁司學會會員
- 香港大律師 (1995)

## 外部連結
- Bar List at HKBA